# Nau (arquitectura)

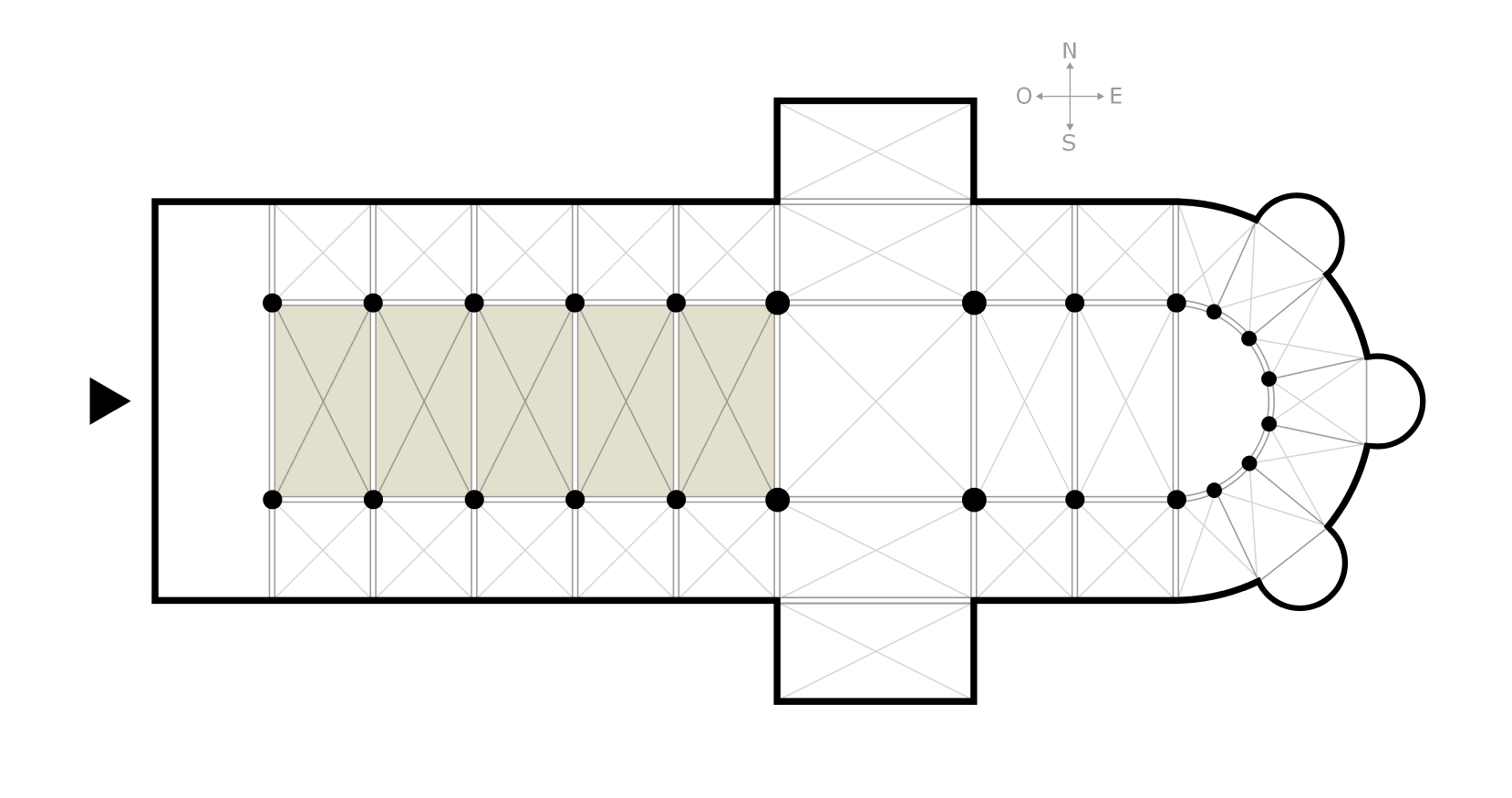
Diagrama d'una nau.

La nau de l'església de Saint-Sulpice a París.

La nau és la part d'una església anant de la portada a la cruïlla del creuer i que és compresa entre els dos murs laterals, en el cas d'una única nau, o entre dues rengleres de pilars o entre una renglera de pilars i un mur lateral. També es diu nau per a les mesquites el lloc on s'acull els fidels per la pregària. A les esglésies d'Occident, la nau era el lloc d'oració durant la missa. Era sovint separada del cor per unes escales o tarima on el sacerdot pujava per predicar. La nau més ampla del món és la de la basílica de Sant Pere del Vaticà, de 25 m. La nau més ampla del món d'estil gòtic és la de la catedral de Girona, de 22,98 m.

## Descripció
La nau s'estén des de l'entrada –que pot tenir un vestíbul separat (el nàrtex) –a la capçalera i pot estar flanquejat per naus laterals inferiors separades de la nau per una galeria. Si els passadissos són elevats i amb una amplada comparable a la nau central, es diu que l'estructura té tres naus. Proporciona l'enfocament central de l'altar major.

## Etimologia

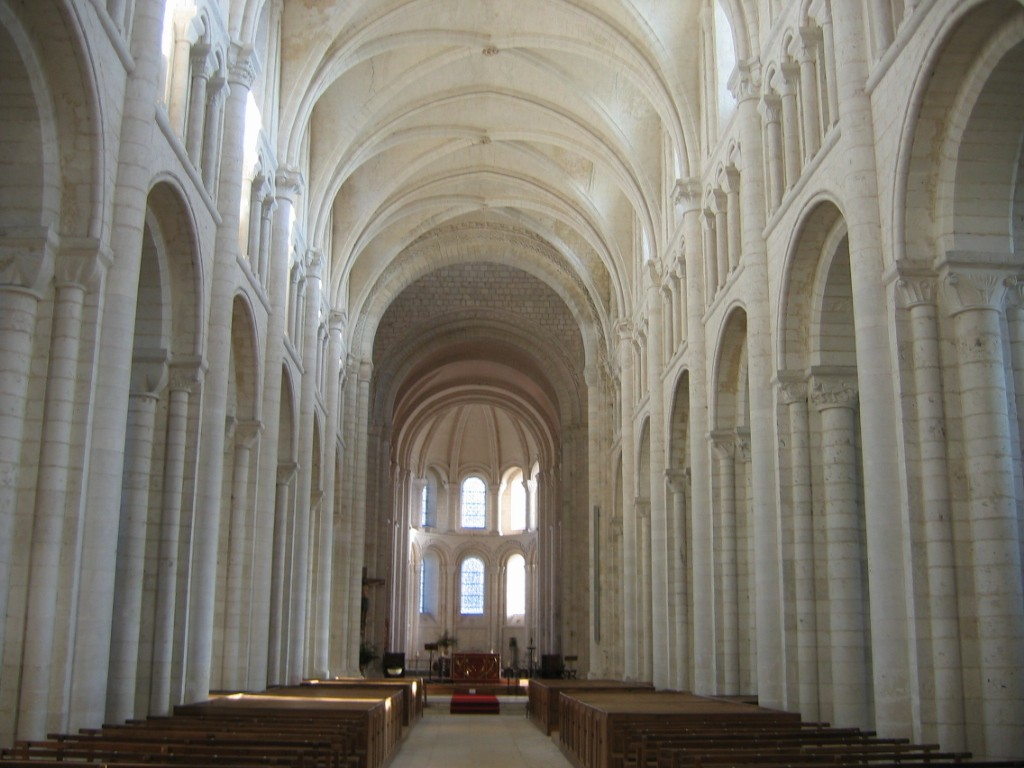
La nau romànica de l'església de l'abadia de Saint-Georges-de-Boscherville, Normandia, França, té un pas de trifori sobre la volta de passadís.

El terme nau és de navis, la paraula llatina per a vaixell, un símbol primerenc cristià de tota l'Església, amb una possible connexió amb el "vaixell de Sant Pere" o l'Arca de Noè. En molts països escandinaus i bàltics, es troba sovint un vaixell model penjat a la nau d'una església i, en algunes llengües, la mateixa paraula significa tant la "nau" com el "vaixell", com per exemple, el danès skib o el suec skepp.

## Història

La primera església baptista africana. (1865)

Les esglésies més antigues van ser construïdes quan els constructors estaven familiaritzats amb la forma de la basílica romana, un edifici públic per a transaccions comercials. Tenia una àmplia zona central, amb passadissos separats per columnes, i amb finestres properes al sostre. L'antiga basílica de Sant Pere a Roma és una església primitiva que tenia aquesta forma. Va ser construït al segle IV per ordre de l'emperador romà Constantí I, i substituït al segle xvi.
La nau, el cos principal de l'edifici, és la secció separada per als laics, mentre que el presbiteri està reservat al clergat. A les esglésies medievals, la nau era separada del presbiteri per un cor alt; aquests, decorats de manera elaborada, eren elements destacats a les esglésies europees del segle xiv a mitjans del segle xvi.

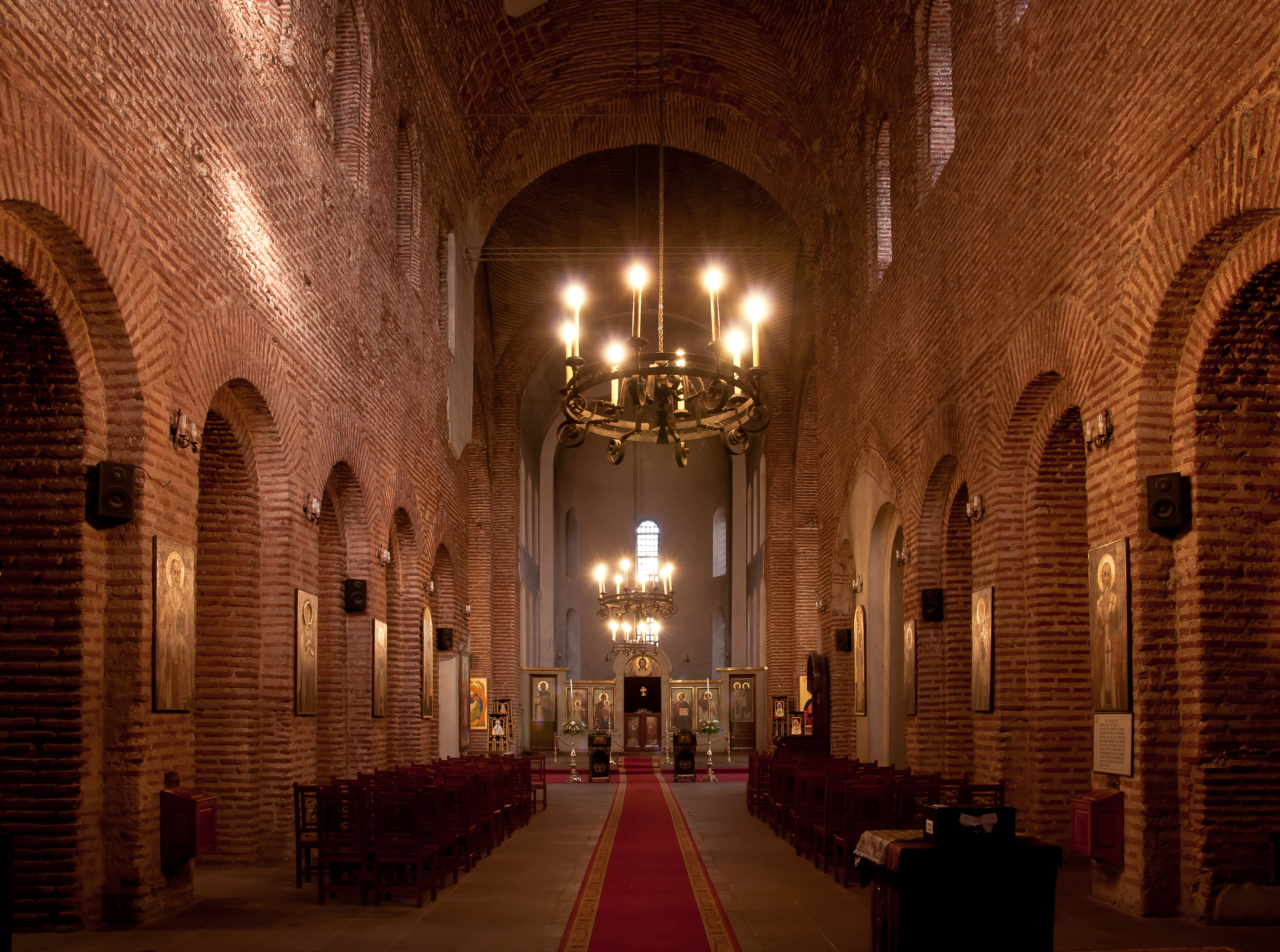
Nau de l'església de Santa Sofia, Sofia

Les naus medievals es dividien en badies, la repetició de la forma donant un efecte de gran longitud; i es va emfasitzar l'element vertical de la nau. Durant el Renaixement, en lloc d'efectes dramàtics, hi va haver proporcions més equilibrades.